# Кай Хефнер
Кай Хефнер (нім. Kai Häfner, нар. 10 липня 1989, Швебіш-Гмюнд, Німеччина) — німецький гандболіст, бронзовий призер Олімпійських ігор 2016 року, чемпіон Європи.

## Виступи на Олімпіадах
| Олімпіада           | Дисципліна | Місце |
| ------------------- | ---------- | ----- |
| Ріо-де-Жанейро 2016 | гандбол    | 3     |

## Зовнішні посилання
- Кай Хефнер — олімпійська статистика на сайті Sports-Reference.com (англ.) (архівна версія)